# 国際ホッケー連盟
国際ホッケー連盟（こくさいホッケーれんめい、仏: Fédération Internationale de Hockey sur Gazon、英: International Hockey Federation、略称：FIH）は、ホッケー（フィールドホッケー）の国際競技連盟である。
本部は2005年にベルギー・ブリュッセルからスイス・ローザンヌに移転した。加盟国・地域は140（2023年現在）。

## 歴史
- 1924年1月7日 - パリでFIH発足
- 1927年 - 国際女子ホッケー連盟（International Federation of Women's Hockey Association、略称：IFWHA）発足
- 1971年 - 第1回ワールドカップ開催
- 1982年 - FIHがIFWHAを統合

## 主な主催大会
- ホッケー・ワールドカップ
- ホッケー5sワールドカップ
- ホッケー・ジュニアワールドカップ
- ホッケー・プロリーグ
- ホッケー・ネーションズカップ
- インドアホッケー・ワールドカップ